# Kangxi
Kangxi (chiń. trad. 康熙; pinyin Kāngxī), imię prywatne 玄燁 Xuányè (ur. 4 maja 1654, zm. 20 grudnia 1722) – cesarz Chin z dynastii Qing, panujący w latach 1661–1722.

## Początek rządów
Został obwołany cesarzem w wieku 7 lat po śmierci swojego ojca Shunzhi 7 lutego 1661, jednak oficjalnie intronizowany został dopiero po rozpoczęciu nowego roku księżycowego 18 lutego 1662. Rządził aż do swojej śmierci 20 grudnia 1722, będąc najdłużej panującym cesarzem w chińskiej historii (61 lat). Powszechnie uważany jest za jednego z najwybitniejszych cesarzy Chin. 
W 1669 pozbył się regentów i rozpoczął samodzielne rządy. W dniu objęcia rządów napisał list do matki, w którym obiecał, że będzie dbać o rozwój cesarstwa, poprawę bytu narodu i zapewnienie pokoju. Wkrótce przystąpił do realizacji złożonego przyrzeczenia, tłumiąc w następnych kilkunastu latach resztki antymandżurskiej opozycji i zdobywając dla cesarstwa nowe terytoria.

## Charakterystyka
Cechował się wyjątkową ciekawością świata. Interesował się eksperymentami naukowymi i toczył długie rozmowy o zachodniej nauce z jezuickimi misjonarzami, którzy mieszkali na jego dworze. Chętnie poznawał też muzykę, astronomię, poezję i medycynę. Przeglądał wyroki wydawane przez Radę Kar i drobiazgowo sprawdzał spisy spraw rządowych.
Cesarz, któremu chińscy mentorzy wpoili konfucjańską moralność, bardzo rzetelnie podchodził do swojej pracy. Regularnie siedział nad dokumentami do późnej nocy, tak że w wieku trzydziestu lat narzekał już na pogorszenie wzroku. Do dziś przetrwało szesnaście tysięcy oficjalnych notatek na temat jego codziennych obowiązków urzędowych. Pokryte są jego charakterystycznym pismem, zapisanym czerwonym tuszem. Wiedział, że największą słabością ostatnich cesarzy mingowskich była nieumiejętność przewodzenia. Dlatego prowadząc wojny na południu, aby zgasić ostatnie zarzewia mingowskiego oporu i podporządkować sobie własnych zbuntowanych feudałów, Kangxi jednocześnie zabrał się za Wielką Restaurację, w której pomagali mu mandżurscy i chińscy doradcy.

## Rozgromienie sił antymandżurskich i podbój Tajwanu
W 1672 Kangxi podjął decyzję o demobilizacji armii, znajdujących się pod dowództwem rządzących na południe od rzeki Jangcy wielmożów. Reakcją na to posunięcie był wybuch w 1673 rebelii trzech lenników na czele z Wu Sangui. W 1682 Kangxi zdołał zdławić rebelię. Rok później, w 1683 stłumił ostatecznie wszystkie antymandżurskie ruchy i przeprowadził inwazję na będący bazą promingowskich sił Tajwan, przyłączając go do cesarstwa.

## Polityka zagraniczna

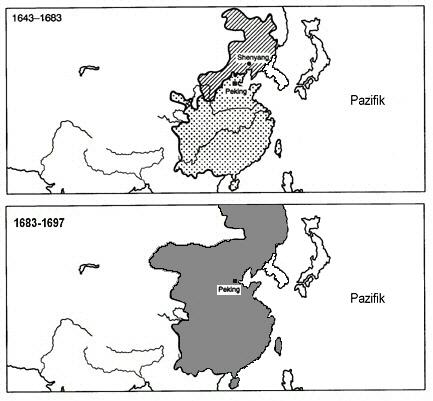
Ekspansja terytorialna Chin w latach 1643–1697

### Rosja
Po zapewnieniu dynastii Qing niepodzielnego panowania w Chinach Kangxi rozpoczął działania mające na celu powstrzymanie rosyjskiej kolonizacji nad Amurem. W 1685 wybuchła wojna chińsko-rosyjska, zakończona podpisaniem 27 sierpnia 1689 traktatu nerczyńskiego, na mocy którego terytoria na północ od Amuru zostały przyłączone do Chin.

### Dżungaria
Po zabezpieczeniu granicy z Rosją Kangxi skierował się na zachód, chcąc rozgromić potęgę chanatu dżungarskiego. W latach 1690–1694 wojska chińskie przeprowadziły ofensywę przeciwko wojskom chana Galdana, wypierając Dżungarów z terytorium Mongolii. Jednocześnie na mocy traktatu zawartego z mongolskimi książętami w 1691 terytoria te zostały przyłączone do cesarstwa chińskiego jako Mongolia Zewnętrzna. W następnych latach wojska chińskie rozpoczęły podbój terytorium późniejszego Xinjiangu, zakończony ostatecznie dopiero w 1759.
Kiedy w 1717 Dżungarowie najechali Tybet, Kangxi skierował tam wojska chińskie, wypierając w 1720 najeźdźców i przywracając zrzuconą przez Tybet w XIV wieku chińską zwierzchność.
W ostatnim roku swojego życia Kangxi poprowadził jeszcze jedną kampanię przeciwko Dżungarom, zajmując miasto Urumczi.

### Polska
W 1683 roku król Polski Jan III Sobieski odniósł zwycięstwo nad wojskami tureckimi w bitwie pod Wiedniem. Chcąc rozsławić siebie i swoją dynastię, Sobieski rozsyłał na rozliczne dwory listy do których załączony był jego portret. Jedno z takich poselstw dotarło na dwór cesarza Kangxi. Chiński władca na podarunek odpowiedział, choć list nie zachował się. Poselstwo z Polski miało także inny charakter - Sobieski liczył na wciągnięcie Rosji do wojny z Imperium Osmańskim, jednak ta prowadziła w owym czasie wojnę z Chinami. Wysłanie delegacji na dwór w Pekinie miało ułatwić ewentualne mediacje w konflikcie. Rzeczoną wymianę listów traktuje się jako pierwsze oficjalne kontakty dyplomatyczne między Polską a Chinami.

## Polityka wewnętrzna
Kangxi należał do najlepiej wykształconych ludzi swojej epoki. Był mecenasem sztuki, sam interesował się poezją i filozofią. Był zwolennikiem lamaizmu, który starał się połączyć z konfucjanizmem. Utrzymywał bliskie stosunki z VI Dalajlamą.
Za panowania Kangxi nastąpił gwałtowny rozwój literatury, wydano kilkaset wielkich zbiorów dzieł chińskich klasyków, liczne słowniki i encyklopedie oraz niezliczoną liczbę prac z różnych dziedzin nauki.
Odbywał regularne podróże inspekcyjne po wszystkich zakątkach cesarstwa.
Kangxi dbał o rozwój gospodarki chińskiej. W 1675 zniesiony został zakaz pozyskiwania kopalin, a w 1683 zniesiono zakaz handlu zagranicznego. Kangxi starał się poprawić położenie najbiedniejszych warstw, wprowadzając edykty regulujące sprawy podatkowe. Na skutek ogłoszenia edyktu stanowiącego, że urodzone po 1711 roku dzieci nie będą płaciły podatków, w ciągu niecałych stu lat ludność Chin wzrosła ze 150 do 400 milionów.

## Śmierć i sukcesja
Kangxi zmarł 20 grudnia 1722 w wieku 68 lat. Panując 61 lat, był najdłużej w historii panującym chińskim cesarzem. 
Po śmierci cesarza pomiędzy jego synami wybuchły walki o następstwo tronu, z których zwycięsko wyszedł Yongzheng.